# Entropia (album)
Entropia è il primo album in studio del gruppo musicale svedese Pain of Salvation, pubblicato il 21 agosto 1997 dalla Inside Out Music.

## Tracce
Testi e musiche di Daniel Gildenlöw, eccetto dove indicato.
1. ! (Foreword) – 6:11
2. Welcome to Entropia – 1:22
3. Winning a War – 6:32 (musica: Daniel Magdic)
4. People Passing By – 9:07 (musica: Daniel Magdic)
5. Oblivion Ocean – 4:43
6. Stress – 5:01 (musica: Daniel Magdic)
7. Revival – 7:39 (musica: Daniel Magdic)
8. Void of Her – 1:46
9. To the End – 4:57 (musica: Daniel Magdic)
10. Never Learn to Fly – traccia bonus giapponese
11. Circles – 0:55
12. Nightmist – 6:47
13. Plains of Dawn – 7:23
14. Leaving Entropia (Epilogue) – 2:31